# De Havilland Venom
de Havilland DH 112 Venom là một loại máy bay phản lực một động cơ của Anh được phát triển từ de Havilland Vampire. Nó phục vụ trong biên chế của Không quân Hoàng gia với vai trò máy bay tiêm kích-bom một chỗ và máy bay tiêm kích ban đêm hai chỗ. Venom là loại máy bay chuyển tiếp giữa các máy bay tiêm kích phản lực thế hệ thứ nhất của Anh - máy bay cánh thẳng trang bị một động cơ luồng ly tâm như Gloster Meteor, Vampire và sau đó là các thiết kế cánh xuôi, trang bị động cơ luồng trục như Hawker Hunter, de Havilland Sea Vixen. Venom cũng là một loại máy bay xuất khẩu thành công, nó được biên chế trong lực lượng không quân của Iraq, New Zealand, Thụy Điển, Thụy Sĩ và Venezuela. Sea Venom là phiên bản hải quân trang bị trên tàu sân bay.

## Thiết kế và phát triển

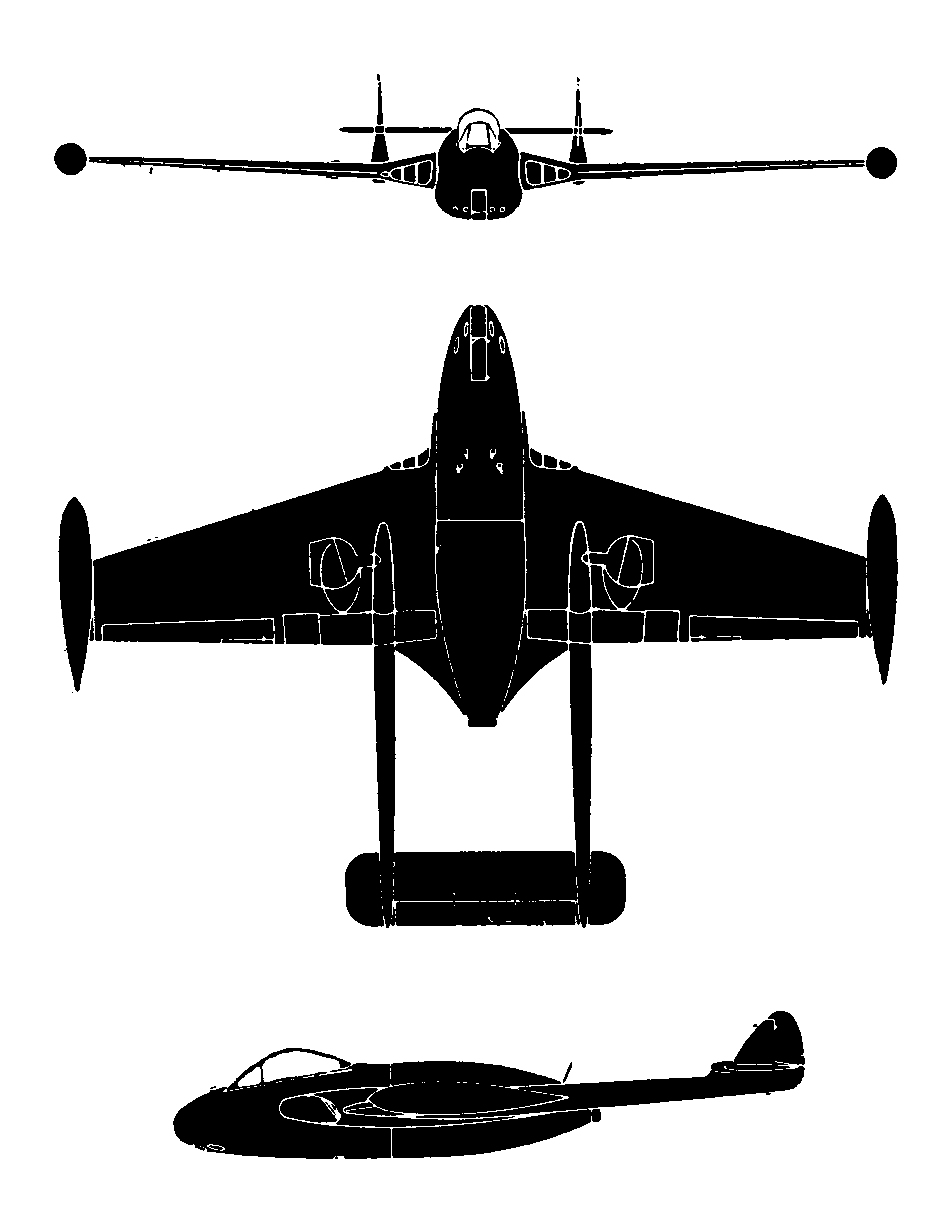
de Havilland Venom FB 1

Venom được phát triển với dự định thay thế loại Vampire, Vampire là loại máy bay phản lực thứ hai trang bị cho RAF. Năm 1948, de Havilland đề xuất phát triển Vampire với cánh mỏng và động cơ mạnh hơn với vai trò tiêm kích tầm cao, có tên gọi là DH 107, Vampire FB 8. Ở hầu hết khía cánh, Venom khá giống với Vampire, như có cùng kiểu đuôi xà kép và kết cấu từ gỗ/kim loại, dù Venom cũng có một số bộ phận khác với Vampire. Ý tưởng được thông qua và Vampre F 1 được chuyển đổi để lắp động cơ de Havilland Ghost mới, khỏe hơn động cơ de Havilland Goblin trang bị cho Vampire. Với tên gọi DH 112, Venom đáp ứng được các yêu cầu của bộ không quân về một máy bay nhanh, cơ động tốt và có khả năng làm máy bay tiêm kích-bom để thay thế Vampire.
Mẫu thử đầu tiên của Venom bay lần đầu vào ngày 2/9/1949, biến thể Venom đầu tiên, một phiên bản tiêm kích-bom một chỗ bắt đầu trang bị cho RAF vào năm 1952 với tên gọi FB 1. Tổng cộng có 375 chiếc sẽ được chế tạo. Nó được trang bị 4 pháo tự động 20 mm (.79 in) Hispano Mk V ở mũi và có thể mang theo 2 quả bom 1.000 lb (khoảng 450 kg) hoặc 8 đạn phản lực không đối đất RP-3 60 lb (27 kg) - mang được bom nặng hơn là một cải tiến so với Vampire FB 5. Nó được trang bị một động cơ Ghost 48 Mk.1 có lực đẩy 4.850 lbf (21,6 kN)
Phiên bản Venom tiếp theo là phiên bản tiêm kích đêm NF 2, bay lần đầu ngày 22/8/1950 và đưa vào trang bị năm 1953, sở dĩ đưa vào trang bị muộn là do một số vấn đề nhỏ. Để chứa được tổ lái 2 người (phi công và sĩ quan radar/dẫn đường) nó được sửa lại cấu trúc - tổ lái hai người được đặt ngồi ngang và một radar đánh chặn được lắp ở mũi. Nó thay thế cho loại Vampire NF 10, và được nối tiếp bởi NF 3, đây là biến thể tiêm kích đêm cuối cùng của Venom, bay lần đầu năm 1953 và đưa vào trang bị năm 1955. Nó có sự nghiệp tương đối ngắn trong RAF, đây chỉ là giải pháp tạm thời, nó ngừng hoạt động năm 1957 và bị thay thế bởi loại tiêm kích hai động cơ Gloster Javelin.
Phiên bản Venom cuối cùng cho RAF là phiên bản một chỗ FB 4, bay lần đầu ngày 29/12/1953. Đưa vào trang bị năm 1955 và có 250 chiếc được chế tạo. Nó được trang bị 1 động cơ de Havilland Ghost 105 có lực đẩy 5.150 lbf (22,9 kN). Nó cũng được trang bị thêm ghế phóng và một số sửa đổi trong cấu trúc.

## Lịch sử hoạt động

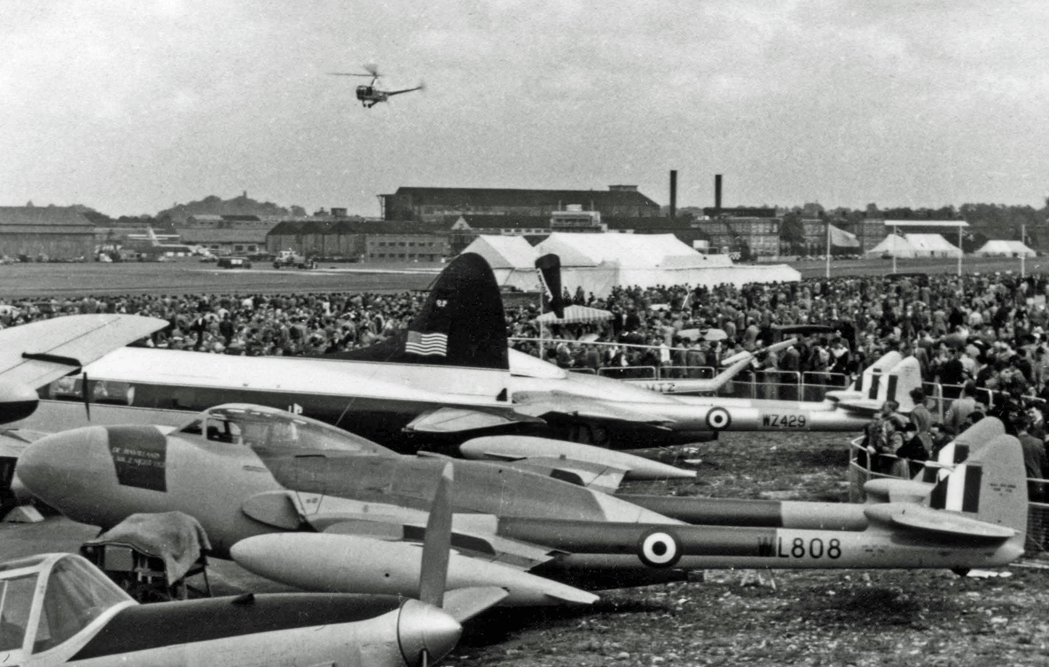
Tiêm kích đêm Venom NF.2 thuộc RAF tại triển lãm hàng không Farnborough, 1952

Những chiếc tiêm kích-bom Venom của RAF đã tham gia hoạt động tác chiến trong Cuộc khủng hoảng Malaya diễn ra từ năm 1948 đến 1960, chúng chỉ thực sự hoạt động vào giữa thập niên 1950 trong biên chế của các phi đoàn số 45 và 60 của RAF. Ngoài ra, Venom cũng hỗ trợ các hoạt động chống lại các du kích cộng sản thuộc Chiến dịch Firedog, tên mã cho các hoạt động tác chiến của RAF ở Malaya. Không quân Hoàng gia New Zealand cũng mượn những chiếc Venom để sử dụng trong cuộc xung đột này, chúng được biên chế cho Phi đoàn 14 RNZAF.
Venom cũng tham chiến trong Cuộc khủng hoảng kênh đào Suez, nó được biên chế trong các phi đoàn số 6, 8, 249 thuộc RAF có căn cứ tại RAF Akrotiri, Cộng hòa Síp. Trong cuộc xâm lược của Anh-Pháp có mật danh Chiến dịch Musketeer, diễn ra để nhằm quốc tế hóa kênh Suez. Không chiến bắt đầu ngày 31/10/1956, báo hiệu sự khởi đầu của cuộc chiến kênh Suez. Venom đã tham gia một số phi vụ, tấn công một loạt các mục tiêu quân sự dưới mặt đất của Ai Cập. Chúng cũng tham gia nhiều hoạt động ở Trung Đông, hỗ trợ các hoạt động chống khủng bố ở Aden và Oman, một số chiếc Venom đã rơi ở đây. Venom cũng tham chiến trong cuộc nổi dậy Mau Mau ở Kenya.
Tất cả những chiếc Venom thuộc RAF bị rút khỏi các đơn vị tiền tuyến vào năm 1962, chúng đã chứng minh được giá trị của mình trong một loạt các chiến dịch trên khắp thế giới, trong hòa bình cũng như chiến tranh, và những kiểu khí hậu khắc nghiệt nhất mà RAF từng phải đối mặt. Những chiếc Venom khác phục vụ trong Không quân Thụy Sĩ nghỉ hưu năm 1983. Khoảng 20 chiếc Venom tiếp tục bay cho đến năm 2004, biểu diễn tại nhiều triển lãm hàng không, trong khi một số khác lại được bảo quản trong các bảo tàng tại Vương quốc Anh và ở các nơi khác khắp thế giới.

## Biến thể
- DH 112 Venom - Mẫu thử một chỗ.

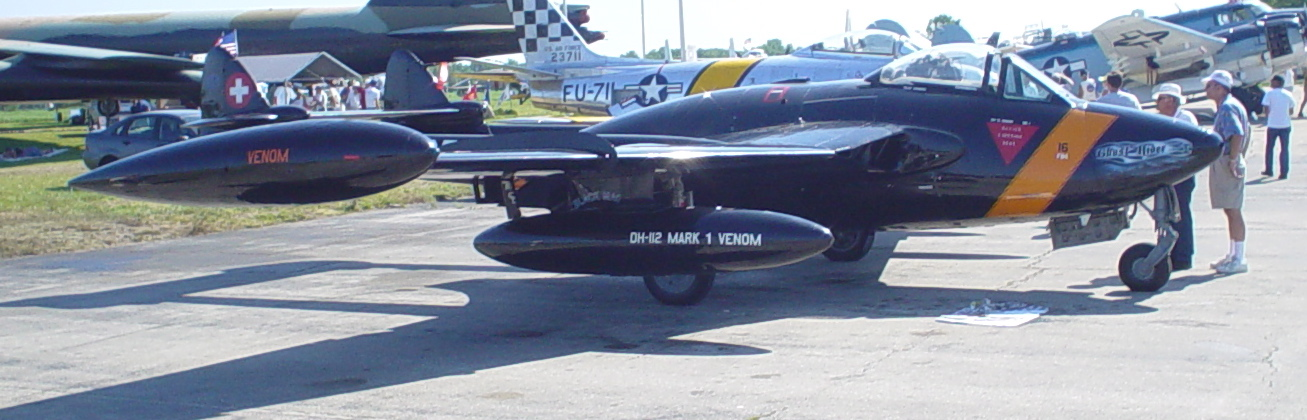
Venom FB.54 cũ của Thụy Sĩ hiện thuộc sở hữu cá nhân

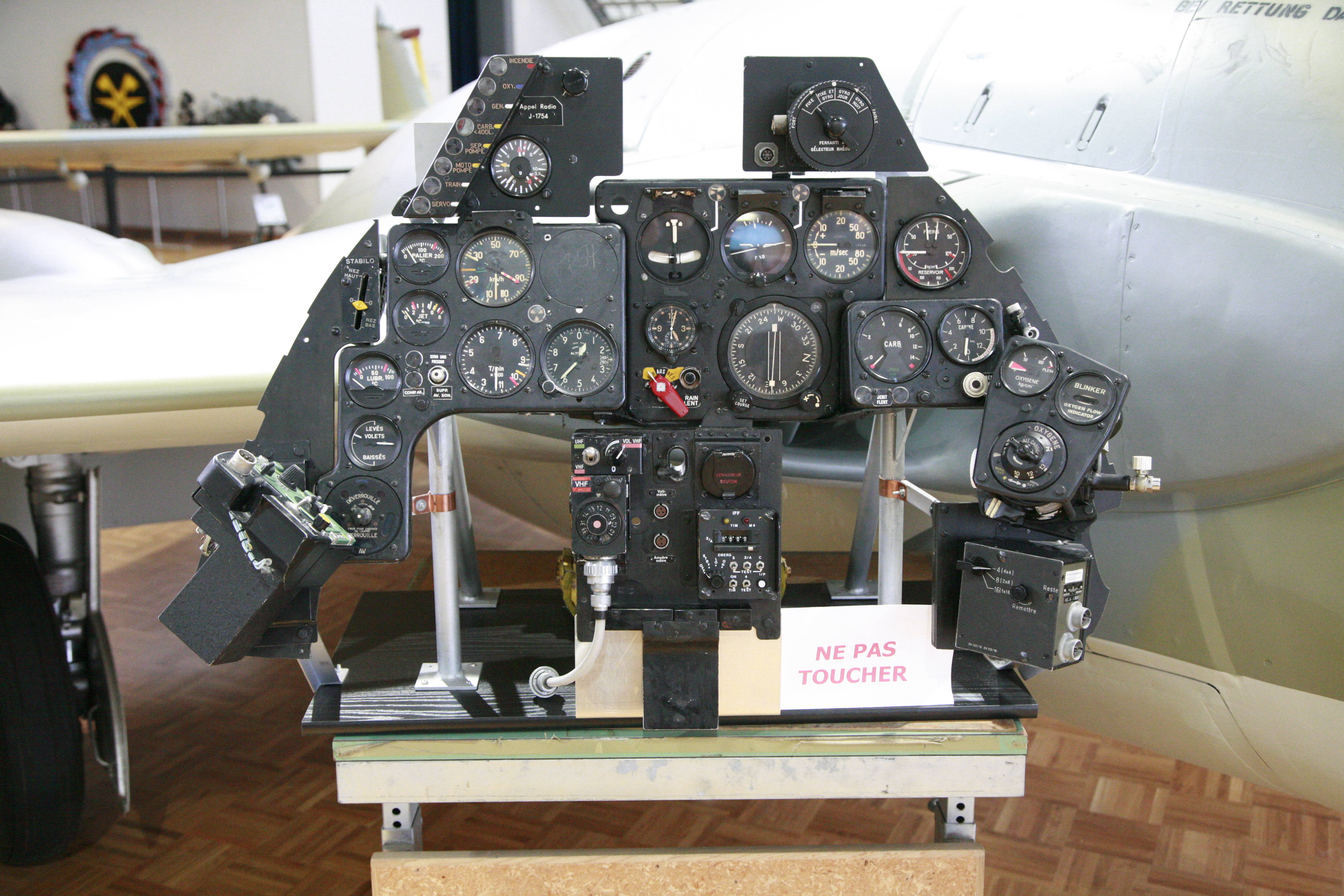
Bảng đồng hồ của một chiếc Venom

- FB 1 - Tiêm kích-bom một chỗ, trang bị năm 1952; 375 chiếc được chế tạo.
- NF 2 - Tiêm kích đêm 2 chỗ, một mẫu chuyển tiếp phát triển từ một đề án xuất khẩu cho Ai Cập; 91 chiếc được chế tạo.
- NF 2A - NF 2 sửa đổi, tăng cường cánh.
- NF 3 - NF.2 sửa đổi, gồm có lắp thêm ghế phóng, động cơ Ghost 104, radar (Mỹ) mới nên phần mũi của NF 3 dài hơn; 123 chiếc được chế tạo.
- FB 4 - Phiên bản tiêm kích-bom một chỗ Venom cuối cùng cho RAF. Động cơ Ghost 105, ghế phóng và sửa đổi cấu trúc; 250 chiếc được chế tạo.
- FB 50 - Phiên bản xuất khẩu cho Iraq và Thụy Sĩ vào thập niên 1950; 15 chiếc được chế tạo.
- NF 51 - Phiên bản xuất khẩu của tiêm kích đêm. Thụy Điển mua 60 chiếc và đặt tên là J33. Phục vụ trong giai đoạn 1953–1960 thuộc Không đoàn tiêm kích F1 tại Västerås.
- FB 54 - Phiên bản xuất khẩu cho Venezuela và Thụy Sĩ vào thập niên 1950; 22 chiếc được chế tạo.

## Quốc gia sử dụng
Iraq
- Không quân Iraq

 Ý
- Không quân Italy

 New Zealand
- Không quân Hoàng gia New Zealand
  - Phi đoàn 14

 Thụy Điển
- Không quân Hoàng gia Thụy Điển
  - F 1 Hässlö

 Thụy Sĩ
- Không quân Thụy Sĩ

 Anh Quốc
- Không quân Hoàng gia

| - - Phi đoàn 5 RAF - Phi đoàn 6 RAF - Phi đoàn 8 RAF - Phi đoàn 11 RAF - Phi đoàn 14 RAF - Phi đoàn 16 RAF - Phi đoàn 23 RAF - Phi đoàn 28 RAF - Phi đoàn 32 RAF - Phi đoàn 33 RAF - Phi đoàn 45 RAF - Phi đoàn 60 RAF - Phi đoàn 73 RAF - Phi đoàn 89 RAF | - - Phi đoàn 94 RAF - Phi đoàn 98 RAF - Phi đoàn 118 RAF - Phi đoàn 125 RAF - Phi đoàn 141 RAF - Phi đoàn 142 RAF - Phi đoàn 145 RAF - Phi đoàn 151 RAF - Phi đoàn 208 RAF - Phi đoàn 213 RAF - Phi đoàn 219 RAF - Phi đoàn 249 RAF - Phi đoàn 253 RAF - Phi đoàn 266 RAF |

 Venezuela
- Không quân Venezuela

## Những chiếc còn sót lại

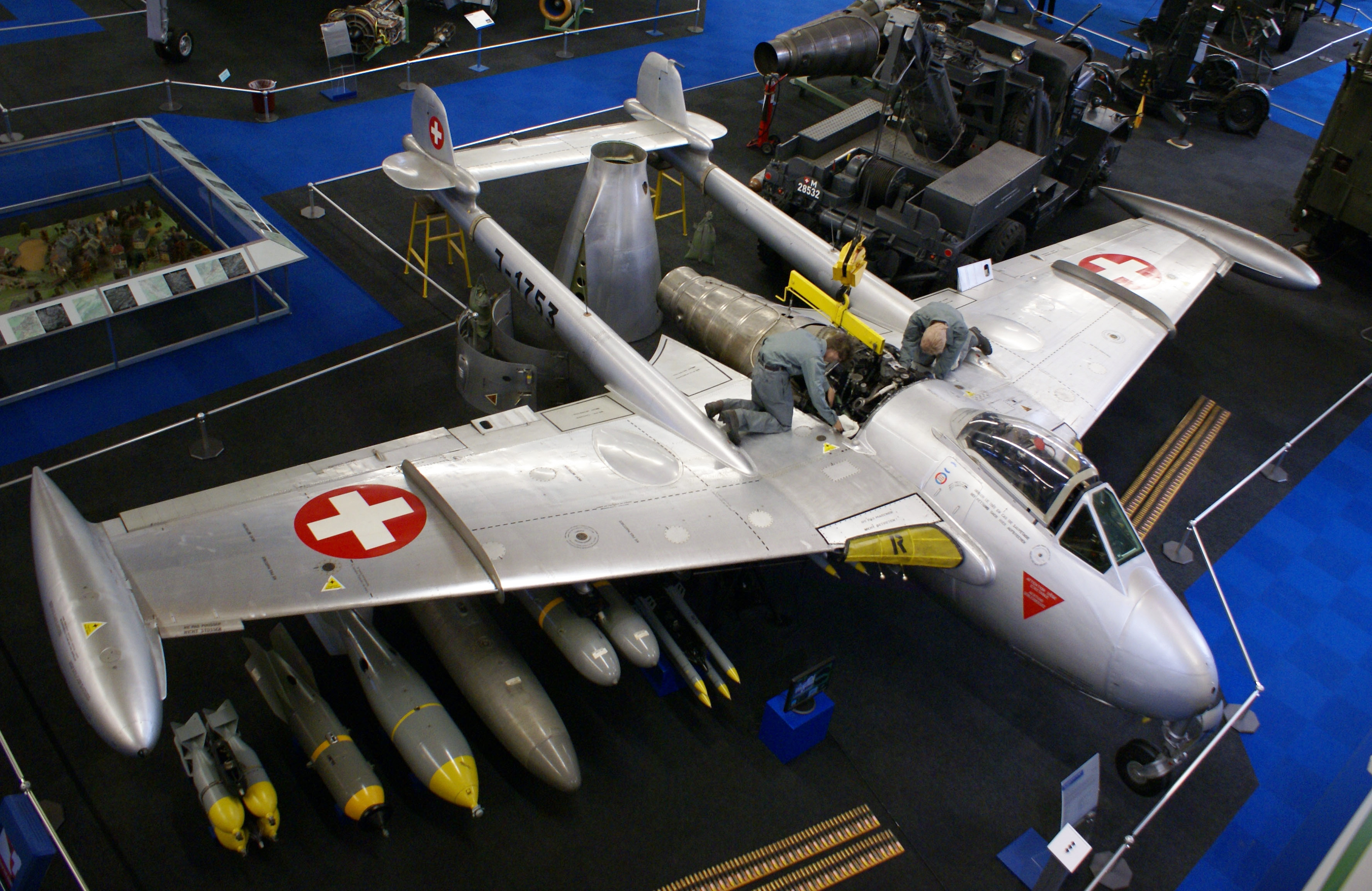
Một chiếc Venom thuộc Không quân Thụy Sĩ được trưng bày trong bảo tàng.

Venom được bảo quản với một số lượng đáng kế, một phần nhờ vào tuổi thọ của chúng trong Không quân Thụy Sĩ. Ở Anh, một số lượng Sea Venom cũng được lưu giữ, cùng với các mẫu NF 3 và FB.50 à FB.54 của Thụy Sĩ. Ở Thụy Điển có 2 chiếc NF.51 được lưu giữ. Có nhiều chiếc còn tồn tại ở Thụy Sĩ và những chiếc máy bay khác của Thụy Sĩ nằm rải rác khắp châu Âu. Một chiếc như vậy được trưng bày tại Bảo tàng không quân Israel ở Hatzerim, nhưng nó lại được sơn màu của không quân Iraq. Tại Úc, một số chiếc Sea Venom FAW.53 cũng vẫn còn. Venezuela chỉ có duy nhất 1 chiếc Venom một chỗ.
Dù Venom là một máy bay chiến đấu thông dụng và rẻ, nhưng số lượng máy bay còn bay được hiện đang giảm. Hiện nay, chỉ có 2 chiếc ở Anh là còn bay thừong xuyên, cùng với 1 chiếc ở Thụy Sĩ và 1 chiếc ở Mỹ. Tất cả đều là máy bay Thụy Sĩ chế tạo theo giấy phép.

## Tính năng kỹ chiến thuật (Venom FB 1)
Dữ liệu lấy từ Fighters of the Fifties

### Đặc điểm riêng
- Tổ lái: 1
- Chiều dài: 31 ft 10 in (9.70 m)
- Sải cánh: 41 ft 8 in (12.70 m)
- Chiều cao: 6 ft 2 in (1.88 m)
- Diện tích cánh: 279 ft² (25.9 m²)
- Trọng lượng rỗng: 9,202 lb (4,173 kg)
- Trọng lượng tải: 15,400 lb (7,000 kg)
- Động cơ: 1 × de Havilland Ghost 103, lực đẩy 4,850 lbf (21.6 kN)

### Hiệu suất bay
- Vận tốc cực đại: 640 mph (556 kn, 1,030 km/h)
- Tầm bay: 1,080 mi (934 nmi, 1,730 km)
- Trần bay: 39,400 ft (12,000 m)
- Vận tốc lên cao: 9,000 ft/min (45.7 m/s)
- Lực nâng của cánh: 56.17 lb/ft² (274.2 kg/m²)
- Lực đẩy/trọng lượng: 0.41

### Vũ khí
- Pháo: 4× 20 mm (.79 in) Hispano Mk.V
- Rocket: 8× RP-3 "60 lb" (27 kg)
- Bom: 2 bom MC 1000 lb

### Máy bay có cùng sự phát triển
- de Havilland Sea Venom/Aquilon
- de Havilland Vampire
- de Havilland Sea Vixen

### Máy bay có tính năng tương đương
- Mikoyan-Gurevich MiG-9
- F-84 Thunderjet
- Yakovlev Yak-25 (1947)